# Italienere
 "Italiener" omdirigeres hertil. For hønseracen, se Italiener (hønserace).
Italienere (italiensk: italiani) er en nation og et folkeslag, som er indfødt i Italien, som deler kultur og som taler italiensk som modersmål. Juridisk set er italienere statsborgere i Italien, uanset etnisk oprindelse eller hvilket land de har bopæl og adskilles fra folk af italiensk oprindelse, der har bopæl udenfor Italien.
I 2014 var der omkring 55 mio. etniske italienere i Italien, hvilket svarer til 91 % af indbyggertallet. Der findes italiensk talende grupper i nabolandene Schweiz (ca. 500.000), i Frankrig (1.500.000) og mindre grupper i Slovenien og Kroatien i primært Istrien og Dalmatien. Et omfattende italiensk diaspora betyder at omkring 5 mio. italienske statsborgere og omkring 80 mio. mennesker med fuld eller delvis italiensk oprindelse lever udenfor Italien, mest notabel er Sydamerika, Nordamerika, Australien og dele af Europa.
Italienere har især haft indflydelse på og bidraget indenfor videnskab, kunst, teknologi, kogekunst, sport, retslære og bankvirksomhed også i udlandet og på verdensplan. Italienere kendes for deres lokalisme, både på regionalt og kommunalt plan, samt opmærksomhed på beklædning og familieværdier.

## Statsborgerret
Italiensk lov definerer en italiener efter principperne om jus sanguinis, dvs. "blodets ret". Enhver der har haft en italiensk forfader i forældrerækken, selv adskillige generationer tilbage, eksempelvis en italiensk tipoldefar, betragtes som italiener og kan derved automatisk opnå statsborgerret endda uden neutralisation, da man udelukkende betragter blodet og altså at man var italiener allerede ved sin fødsel, selv hvis man aldrig har været i Italien. Proceduren kan dog være yderst omfattende, da man selv skal bevise sin ret og da kravene til dokumentationen er skrappe. Det kan eksempelvis være yderst kompliceret og umuligt, at fremskaffe 200 år gamle italienske vielses- og dåbsattester, der desuden skal være originale og legaliseres. 
Italien tillader dobbelt statsborgerskab, så det er muligt at holde både dansk og italiensk statsborgerskab siden 2014, hvor Folketinget ophævede det danske forbud. Italien afskaffede desuden værnepligten i 2004, så der er nu ingen risiko for at blive indkaldt ufrivilligt til militæret. 